# Karwity
Karwity – wieś w Polsce położona w województwie warmińsko-mazurskim, w powiecie elbląskim, w gminie Godkowo.
W latach 1975–1998 miejscowość administracyjnie należała do województwa elbląskiego.
Obecnie w miejscowości nie ma zabudowy. Obecnie na terenie wsi śródpolny nieużytek, porośnięty niską roślinnością z pojedynczymi drzewami.